# كنيسة الثالوث المقدس (تومسك)
كنيسة الثالوث المقدس (الروسية: Свято-Троицкий храм) هي كنيسة أرثوذكسية في أبرشية تومسك التابعة للكنيسة الأرثوذكسية الروسية، تقع في مدينة تومسك.

## تاريخ
أقيمت ما بين سنتي 1841 و1844 وفقا لمشروع المهندس الإقليمي «كارل جوستافوفيتش» (Карл Густавович Турский). عند الانتهاء من البناء، تم تكريس الكنيسة من قبل أسقف تومسك «أثناسيوس» (Афанасий).
في عام 1858، تمت إضافة مصلى شمالي للمعبد باسم هارالامبي (أسقف مغنيسيا).
في السنوات 1876-1887، أضيفت كنيسة جنوبية باسم «ديمتري سولونسكي» (Димитрий Солунский)، والذي تم تكريسه عام 1887.